# Bandera de Kiribati
La bandera de Kiribati és una bandera heràldica: la meitat superior és vermella amb una fregata daurada volant sobre un sol naixent del mateix color. La meitat inferior és blava amb tres franges horitzontals ondulades blanques que representen a l'oceà Pacífic i els 3 grups d'illes que componen el país. Els 17 raigs del sol representen les 16 illes Gilbert i la de Banaba. La bandera va ser dissenyada per Sir Artur Grimble el 1932 per a la colònia britànica de les illes Gilbert i Ellice.

## Banderes històriques

Regne d'Abemama (abril 1884–juny 1884)
Regne d'Abemama (juny 1884–1889)
Regne d'Abemama (1889–1892)
Estendard reial (1889–1892)
Colònia britànica de les Illes Gilbert i Ellice (1937–1976)
Colònia britànica de les Illes Gilbert (1976–1979)